# 傑夫·米勒
杰斐逊·宾厄姆·“杰夫”·米勒（英語： Jefferson Bingham Miller；1959年6月27日—）是美国的一位政治人物。自2001年開始，他是佛羅里達州第一國會選區選出的聯邦眾議員。他的黨籍是共和黨。在當選國會議員之前，他曾是佛罗里达州的州眾議員。